# Тенент (остров)

Остров Тенент (на английски: Tennent Island) е 68-ият по големина остров в Канадския арктичен архипелаг. Площта му е 308 км2, която му отрежда 87-о място сред островите на Канада. Административно принадлежи към канадската територия Нунавут. Необитаем.
Островът се намира в протока Джеймс Рос, отделящ п-ов Бутия на североизток от остров Кинг Уилям на югозапад. Островът отстои на 3,2 км на североизток от остров Кинг Уилям, от който го отделя протока Хумболт. На 3,7 км на изток е остров Мати, от който го отделя протока Уелингтън.
Островът има характерна триъгълна форма с дължина по хипотенузата от северозапад на югоизток от 34 км и ширина от югозапад на североизток – 17 км. Бреговата му линия с дължина 113 км е слабо разчленена.
Релефът на острова е предимно равнинен, с отделни ниски възвишения с максимална височина – 55 м в централната част на острова. Множество малки езера и блата.
Островът е открит от английския полярен изследовател Джеймс Кларк Рос през лятото на 1830 г., участник в експедицията на чичо си Джон Рос. Кръстен е в чест на ирландския политик и пътешественик Джеймс Емерсън Тенент (1804-1869).
|  | Тази страница частично или изцяло представлява превод на страницата Tennent Islands в Уикипедия на английски. Оригиналният текст, както и този превод, са защитени от Лиценза „Криейтив Комънс – Признание – Споделяне на споделеното“, а за съдържание, създадено преди юни 2009 година – от Лиценза за свободна документация на ГНУ. Прегледайте историята на редакциите на оригиналната страница, както и на преводната страница, за да видите списъка на съавторите. ВАЖНО: Този шаблон се отнася единствено до авторските права върху съдържанието на статията. Добавянето му не отменя изискването да се посочват конкретни източници на твърденията, които да бъдат благонадеждни. |